# Gmina Lindesberg
Gmina Lindesberg (szw. Lindesbergs kommun) – gmina w Szwecji, w regionie Örebro, siedzibą jej władz jest Lindesberg.
Pod względem zaludnienia Lindesberg jest 104. gminą w Szwecji. Zamieszkuje ją 23 300 osób, z czego 49,64% to kobiety (11 565) i 50,36% to mężczyźni (11 735). W gminie zameldowanych jest 934 cudzoziemców. Na każdy kilometr kwadratowy przypada 16,85 mieszkańca. Pod względem wielkości gmina zajmuje 69. miejsce.